# Wentworth Miller
Wentworth Earl Miller III (Chipping Norton, Reino Unido; 2 de junio de 1972) es un actor, actor de voz, guionista y productor estadounidense. Aunque nació en Inglaterra, Miller creció en el vecindario de Park Slope luego de que su familia se mudara a Nueva York cuando tenía solo un año de edad. Obtuvo su bachiller universitario en letras en la Universidad de Princeton en 1995 y tras ello se mudó a Los Ángeles para seguir una carrera como actor. Miller debutó en la televisión en 1998 apareciendo en un episodio de la serie Buffy the Vampire Slayer y poco después en tres de Time of Your Life.
Miller ganó reconocimiento al protagonizar la serie de televisión Prison Break con el papel de Michael Scofield, con el cual recibió una nominación a los Golden Globe Awards y los Saturn Awards. La serie logró extenderse por cinco temporadas, además de producir una película y un videojuego. Posteriormente, interpretó a Leonard Snart en el Arrowverso, primero apareciendo de forma recurrente en The Flash y luego como parte del elenco principal de Legends of Tomorrow. Además de la actuación, Miller escribió los guiones de las películas Stoker (2013) y The Disappointments Room (2016).

## Biografía

### 1972-1997: primeros años y educación
Wentworth Earl Miller III nació el 2 de junio de 1972 en el pueblo de Chipping Norton, en el condado de Oxfordshire, en Inglaterra (Reino Unido), hijo de Roxann Palm, una profesora de educación especial, y Wentworth E. Miller II, un abogado y profesor que se encontraba estudiando en la Universidad de Oxford. Tiene ascendencia afroamericana, jamaiquina y alemana por su padre, así como rusa, francesa, siria y libanesa por su madre. También tiene dos hermanas menores llamadas Gillian y Leigh. Su familia se mudó a Nueva York luego de que su padre completara sus estudios cuando Miller tenía apenas un año de edad. Residió en el barrio Park Slope de Brooklyn y asistió a la Secundaria Midwood hasta que su familia se mudó nuevamente, esta vez a Leetsdale (Pensilvania), donde estudió en la Secundaria Quaker Valley hasta graduarse en 1990. Luego de ello, comenzó a estudiar Inglés en la Universidad de Princeton hasta obtener su bachiller universitario en letras en 1995 y tras esto se mudó a Los Ángeles para seguir una carrera como actor.

### 1998-2009: debut en la actuación yPrison Break
Luego de dos años buscando oportunidades, Miller finalmente debutaría en la televisión en 1998 durante un episodio de la serie Buffy the Vampire Slayer, donde interpretó a un estudiante que se convierte en un monstruo marino. Poco después, continuó apareciendo en otras series de televisión como Time of Your Life, Popular y ER, donde interpretó papeles menores. En 2002, protagonizó la miniserie Dinotopia y al año siguiente apareció en las películas The Human Stain (2003) como el joven Coleman Silk y Underworld (2003) como el Dr. Adam Lockwood.
En 2005, apareció en dos episodios de la serie Joan of Arcadia e hizo la voz de EDI en la película Stealth (2005). También apareció en los videoclips de los temas «It's Like That» y «We Belong Together» de Mariah Carey. Además, comenzó a interpretar al recluso Michael Scofield en la serie Prison Break, con la cual comenzó a ganar notoriedad dentro de la industria. Fue nominado a los Golden Globe Awards como mejor actor de serie de televisión de drama y también obtuvo nominaciones a los Saturn Awards y los Teen Choice Awards. La serie se extendió por cuatro temporadas emitidas entre 2005 y 2009, seguida por una película para televisión titulada Prison Break: The Final Break y el videojuego Prison Break: The Conspiracy, donde Miller hizo la voz de Scofield.

### 2010-2019: debut como guionista y Arrowverso
Luego de la culminación de Prison Break, Miller interpretó al personaje de Chris Redfield en la película Resident Evil: Afterlife (2010), la cual, aunque tuvo críticas negativas, fue un éxito en taquilla al recaudar 300 millones de dólares. También apareció en la serie House, hizo la voz de Deathstroke en Young Justice y debutó como guionista con la película Stoker (2013), la cual tuvo buenas críticas.
En 2014, comenzó a interpretar a Leonard Snart / Captain Cold en la serie The Flash apareciendo de forma recurrente durante sus dos primeras temporadas. Gracias a dicha actuación, recibió un premio en los Saturn Awards. En 2016, siguió interpretando a Leonard Snart integrando el elenco principal de Legends of Tomorrow en su primera temporada. Posteriormente, dio vida al personaje de manera recurrente tanto en The Flash como en Legends of Tomorrow, además de tener una aparición en un episodio de Batwoman como parte del Arrowverso. Por otra parte, escribió el guion de la película The Disappointments Room (2016).
En 2017, Miller volvió a interpretar a Michael Scofield para una quinta temporada de Prison Break emitida entre abril y mayo. Inicialmente, tenía pensado regresar para una sexta entrega, pero se desentendió del proyecto ya que no quería seguir interpretando a personajes heterosexuales y porque consideró que ya la historia de su personaje había concluido.

## Vida personal e imagen pública

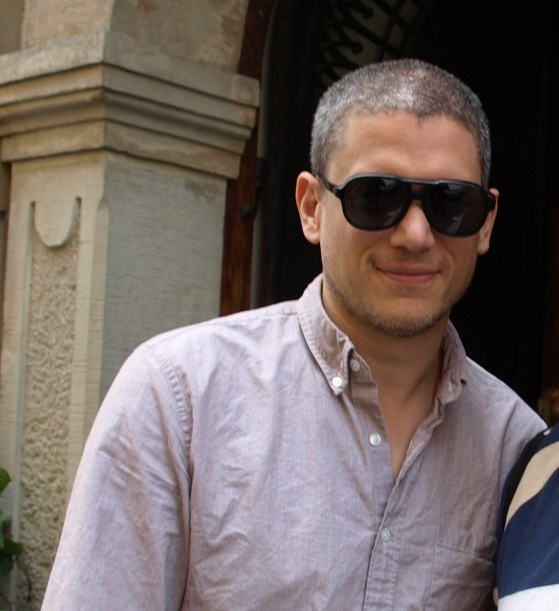
Wentworth Miller foto de 2015

En 2007, Miller concedió una entrevista a la revista InStyle donde negó ser homosexual. Sin embargo, se declaró abiertamente gay en agosto de 2013 tras publicar una carta donde rechazaba una invitación al Festival Internacional de Cine de San Petersburgo por estar en desacuerdo con la ley rusa contra la propaganda homosexual. El actor expresó que: «No puedo participar en una celebración llevada a cabo por un país donde a gente como yo se les niegan sistemáticamente derechos básicos para vivir y amar abiertamente». Durante un evento de la Human Rights Campaign celebrado en Seattle en septiembre de 2013, Miller aseguró que intentó suicidarse en múltiples ocasiones durante su adolescencia por el miedo al rechazo debido a su orientación sexual. En marzo de 2016, reveló haber sufrido de depresión a mediados de 2010, lo cual ocasionó que se mantuviera alejado del ojo público y también provocó una drástica subida de peso, pues trataba de calmar sus pensamientos suicidas con comida. En julio de 2021, reveló que había sido diagnosticado con autismo.
Por otra parte, desde su aparición en Prison Break, Miller comenzó a ser considerado uno de los actores más atractivos de la televisión y se le otorgó el estatus de símbolo sexual.

## Filmografía
| Año  | Título                   | Papel              | Notas         |
| ---- | ------------------------ | ------------------ | ------------- |
| 2000 | Romeo and Juliet         | Paris              |               |
| 2001 | Room 302                 | Mesero             | Cortometraje  |
| 2003 | The Human Stain          | Coleman Silk joven |               |
| 2003 | Underworld               | Dr. Adam Lockwood  |               |
| 2005 | The Confession           | Tom                | Cortometraje  |
| 2005 | Stealth                  | EDI                | Voz           |
| 2009 | Blood Creek              | Soldado alemán     | No acreditado |
| 2010 | Resident Evil: Afterlife | Chris Redfield     |               |
| 2013 | Stoker                   | —                  | Guionista     |
| 2014 | The Loft                 | Luke Seacord       |               |
| 2015 | 2 Hours 2 Vegas          | Corredor           | Cortometraje  |
| 2016 | The Disappointments Room | —                  | Guionista     |

| Año           | Título                            | Papel                        | Notas                                                                                                  |
| ------------- | --------------------------------- | ---------------------------- | --- |
| 1998          | Buffy the Vampire Slayer          | Gage Petronzi                | Episodio: «Go Fish»                                                                                    |
| 1999-2000     | Time of Your Life                 | Nelson                       | 3 episodios                                                                                            |
| 2000          | Popular                           | Adam Rothschild-Ryan         | 2 episodios                                                                                            |
| 2000          | ER                                | Mike Palmieri                | Episodio: «Homecoming»                                                                                 |
| 2002          | Dinotopia                         | David Scott                  | Elenco principal; 3 episodios                                                                          |
| 2005          | Joan of Arcadia                   | Ryan Hunter                  | 2 episodios                                                                                            |
| 2005          | Ghost Whisperer                   | Sargento Paul Adams          | Episodio: «Pilot»                                                                                      |
| 2005-09; 2017 | Prison Break                      | Michael Scofield             | Elenco principal; 90 episodios                                                                         |
| 2009          | Prison Break: The Final Break     | Michael Scofield             | Telefilme                                                                                              |
| 2009          | Family Guy                        | Jugador                      | Voz, episodio: «Stew-Roids»                                                                            |
| 2011          | House                             | Benjamin Byrd                | Episodio: «Charity Case»                                                                               |
| 2013          | Young Justice                     | Slade Wilson / Deathstroke   | Voz, episodio: «The Fix»                                                                               |
| 2014-19       | The Flash                         | Leonard Snart / Captain Cold | Recurrente; 14 episodios                                                                               |
| 2016-21       | Legends of Tomorrow               | Leonard Snart / Captain Cold | Elenco principal (temporada 1) Recurrente (temporada 2-3) Invitado especial (temporada 7) 24 episodios |
| 2019          | Batwoman                          | Leonard Snart / Captain Cold | Voz, episodio: «Crisis on Infinite Earths Parte 2»                                                     |
| 2019          | Madam Secretary                   | Senador Mark Hanson          | Recurrente                                                                                             |
| 2019          | Law & Order: Special Victims Unit | Detective Nate Kendall       | 2 episodios                                                                                            |

| Año  | Título                       | Papel            | Notas |
| ---- | ---------------------------- | ---------------- | ----- |
| 2010 | Prison Break: The Conspiracy | Michael Scofield | Voz   |

## Premios y nominaciones
| Año  | Premiación          | Categoría                                    | Nominado por | Resultado | Ref.   |
| ---- | ------------------- | -------------------------------------------- | ------------ | --------- | ------ |
| 2006 | Golden Globe Awards | Mejor actor de serie de televisión de drama  | Prison Break | Nominado  | [ 9 ]  |
| 2006 | Saturn Awards       | Mejor actor en televisión                    | Prison Break | Nominado  | [ 10 ] |
| 2006 | Teen Choice Awards  | Mejor actor de televisión                    | Prison Break | Nominado  | [ 11 ] |
| 2006 | Teen Choice Awards  | Estrella de televisión revelación            | Prison Break | Nominado  | [ 11 ] |
| 2006 | Teen Choice Awards  | Hombre más atractivo                         | Prison Break | Nominado  | [ 11 ] |
| 2007 | Teen Choice Awards  | Mejor actor de televisión de drama           | Prison Break | Nominado  | [ 31 ] |
| 2008 | Teen Choice Awards  | Mejor actor de televisión de acción/aventura | Prison Break | Nominado  | [ 32 ] |
| 2015 | Saturn Awards       | Mejor actor invitado en serie de televisión  | The Flash    | Ganador   | [ 33 ] |
| 2017 | Teen Choice Awards  | Mejor actor de televisión de acción          | Prison Break | Nominado  | [ 34 ] |